# 南寧戰鬥
南寧戰鬥發生於1921年7月15日，地點則是在中國廣西南寧一帶。是北洋政府時期內戰之一，交戰兩方為桂軍之廣西護軍使陳炳焜及粵軍黃大偉。戰鬥結束後，粵軍獲勝，桂軍敗，陳炳焜被解職，陳炯明於8月9日任原桂軍將領韋榮昌為廣西軍事善後督辦及黃培柱為廣西軍事善後會辦，8月，孫中山任馬君武為廣西省長。